# Walzen Irle
Die Walzen Irle GmbH ist ein in Netphen, Nordrhein-Westfalen ansässiger Walzenhersteller, der im frühen 19. Jahrhundert gegründet wurde. Heute ist das Unternehmen, das als erstes in Deutschland Hartgusswalzen herstellte, eine hundertprozentige Tochter der Irle-Deuz GmbH. Hergestellt werden Walzen in unterschiedlichen Ausführungen (wie Arbeitswalzen, Stützwalzen oder Stauchwalzen) und Bleche sowie Kolben für hydraulische Pressen. Zudem werden Walzen überholt oder repariert.

## Geschichte
Im Jahr 1820 begannen Hermann Irle und sein ältester Sohn Johannes Irle in der Marienborner Hütte mit dem Walzengießen. Nach erfolgreichen Versuchen wurde die Firma Hermann Irle GmbH gegründet. Bereits zuvor hatten sie Zimmeröfen und Artikel aus Gusseisen des täglichen Gebrauchs hergestellt. Ihr neues Verfahren zur Hartgusswalzenfertigung wurde weiterhin verwendet. Die Produktion von Zimmeröfen florierte. Jacob und Carl Irle, die Enkel des verstorbenen Hermann Irle erwarben am 24. Januar 1848 in Deuz eine brachliegende Silber- und Bleihütte. Dort sollten die in Marienborn gegossenen Öfen überdreht, poliert oder geschliffen werden. Dieser neue Standort bot sich aufgrund des ausreichenden Wassergefälles der Sieg und das Vorhandensein preiswerter Holzkohle an. Von der Silberhütte trennte sich das Unternehmen wieder, sie wurde gegen Ende des Jahres 1858 an Adolph Diesterweg und Johann Philipp Engels verkauft.

### Eisengießerei
Am 14. Juli 1848 erhielten die Gebrüder Irle die Konzession, die Schmelzhütte in eine Eisengießerei umzuwandeln. Ursprünglich war geplant, den Guss der Öfen weiterhin in Kaan-Marienborn durchzuführen und die Gussstücke zur Fertigbearbeitung nach Deuz zu schaffen. Doch die Transporte waren zu aufwendig, so dass im Jahr 1851 die Gießerei nach Deuz verlegt wurde. 1854 wurden die alten Gebäude abgebrochen und es entstand eine Gießerei mit zwei Kupolöfen. Jacob und Carl Irle gründeten ein neues Unternehmen, das sie zum Andenken an ihren Großvater „Hermann Irle“ nannten. Das Unternehmen wurde weiter ausgebaut und mit modernen Maschinen ausgestettet, unter anderem wurde 1875 eine Dampfmaschine mit 75 PS aufgestellt, weil das Wasser der Sieg nicht mehr zur Energieerzeugung ausreichte. 1876 starb Carl Irle und im darauffolgenden Jahr trat Jacob Irles Sohn Rudolf und 1888 Albert Irle, ein Sohn von Carl, nach Absolvierung der Technikerschule in Wuppertal in den Betrieb ein.
Die Ofenproduktion ging seit Jahren zurück, so dass auf die Walzenherstellung umgestellt wurde. 1891 wurde der letzte Ofen gegossen. Hartgusswalzen hatten sich in der eisenschaffenden Industrie immer mehr durchgesetzt. Die Abmessungen und Verwendungszwecke veränderten sich, so dass größere Maschinen und höhere Ofenkapazitäten benötigt wurden. Zwischen 1892 und 1893 wurde ein Flammofen mit 13 t Einsatzgewicht gebaut, der zehn Jahre später auf 18 t Fassungsvermögen geändert wurde. Der Transport der fertigen Walzen erfolgte mit Ochsenfuhrwerken, was ihre Größe und ihr Gewicht begrenzte. Die Besitzer kauften eine stillgelegte Mühle am Dorfende von Deuz und richteten dort durch Einbau einer Turbine eine Kraftstation ein, so dass von der Öl- und Karbidgasbeleuchtung der Werkshallen auf elektrische Bogenlampen umgestellt werden konnte. Ab 1906 versorgte das Unternehmen mit der Kraftstation auch die Gemeinde Deuz, die als eine der ersten Gemeinden des Siegerlandes Straßenbeleuchtung hatte.
In den Jahren 1906/1907 wurde das Werk umgestaltet und erweitert. Es wurde ein Neubau errichtet, in dem das Comptoir untergebracht war. In der zweiten Etage wohnte der damalige Gießmeister Klein. In der Dreherei standen 22 Drehbänke, zwei Fräsmaschinen und eine Schleifmaschine. 1908 wurde das Unternehmen in eine GmbH umgewandelt, in die ein Jahr später Philipp Fischer, ein Schwiegersohn von Rudolf Irle, eintrat und die kaufmännische Leitungübernahm.
Mit der Kleinbahn Weidenau–Deuz erhielt das Werk eine Anbindung an den Schienenverkehr. 1911 baute das Unternehmen die alte Mahlmühle zu einer weiteren Gießerei mit nachfolgender Bearbeitung um. So entstand das Hartgusswerk Deuz (Werk II). Beim Ursprungswerk gab es keine Flächen, für eine Erweiterung der Anlage, daher wurde am eine Fläche Dorfende gewählt. Willibald Raym, ein Schwiegersohn von Rudolf Irle, errichtete eine neue Gießerei für kleine Hartguss- und Verschleißteile, die auf acht Walzendrehbänken und einer Fräsmaschine bearbeitet wurden. Dort wurden Reduzierrollen, kleine Walzen und Hartgussteile hergestellt, die in der Formerei viel Platz beanspruchten und einer Spezialbehandlung unterzogen werden mussten. Die alte Mühle wurde 1915 abgerissen.

### Weimarer Republikzeit
Nach dem Ersten Weltkrieg schrumpfte der Absatz in beiden Werken stark da viele Kunden Hartgusswalzen durch Stahlwalzen ersetzten. Daher wurden Richtrollen, Farb- und Müllereiwalzen in das Programm aufgenommen und erstmals Hartgusswalzen mit eingezogenen Stahlachsen hergestellt. Es wurden unter anderem große Hartgusswalzen für die Papierindustrie erzeugt, die bis zu fünf Meter voll tragend auf Achsen geschrumpft wurden. Rayms Versuche mit Stahlwalzen blieben zunächst erfolglos. Er meldete 1920 ein Patent für eine Erfindung zur Herstellung von Schleuderverbundguss an, nach dem im Unternehmen weiterhin Walzen hergestellt werden.
Als die bisherigen Geschäftsführer Rudolf (1922) und Otto Irle (1925) starben war nur noch Albert Irle übrig, der 60 Jahre als Geschäftsführer tätig war. Die schlechte Auftragslage am Anfang der 1920er Jahre konnte auch durch Aufnahme neuer Produkte nicht aufgefangen werden. Viele Mitarbeiter wurden zu Tagelöhnern oder wurden entlassen. Das Hartgusswerk musste zeitweise verpachtet werden. 1927 wurde die Walzenproduktion im Hartgusswerk wieder aufgenommen. In der anschließenden Weltwirtschaftskrise gingen die Aufträge stark zurück und die Belegschaft musste erneut reduziert werden. In den 1930er Jahren stieg die Nachfrage wieder. Die Bearbeitungswerkstatt in Werk 1 wurde erweitert, teilweise neu gebaut und 1938 eingeweiht. Auch in Werk II fanden Umbauten statt. Seit 1938 waren Fritz Bohn und Günther von Gumpert Geschäftsführer des Unternehmens. Von Gumpert hatte bereits seit 1926 gemeinsam mit seinem Schwiegervater Albert Irle die Geschäfte geführt.

### Nachkriegszeit
Kriegsbedingt wurden die beiden Werke 1944 stillgelegt und ruhten bis zur Erteilung des großen Permits der Militärregierung im Jahr 1946. Die beträchtlichen Demontageschäden konnten erst 1951 durch Neukauf von Schleifmaschinen beseitigt werden. Mit dem Tod von Albert Irle (1948) und Günther von Gumpert (1949) wurde Fritz Bohn bis 1956 alleiniger Geschäftsführer. Die Flammofenkapazität wurde ausgebaut. 1951 begann Irle Sphärogusswalzen zu gießen und musste 1952 einen schweren  Rückschlag hinnehmen, als die Gießerei des Werkes II völlig abbrannte. Ein Teil der Produktion wurde in Schichtarbeit von Werk 1 übernommen.
1954 wurde der ersten Elektroofen zur Herstellung von Hartgusswalzen aufgestellt, den der damalige Bundeswirtschaftsminister Ludwig Erhard einweihte. Es folgte bis 1956 die Zusammenlegung beider Gießereien im Werk II mit Aufstellung weiterer Elektroöfen und Vergrößerung der Gießflächen. Durch die Verlagerung der Bearbeitungswerkstätten wurde ein kompletter Neubau von Werk 1 nötig, der 1962 zunächst abgeschlossen wurde. 1966 kam eine Schleifereihalle hinzu.
Nach Fritz Bohn wurden Erich von Gumpert, Wolfgang Jacobs und Hartmut Mildner Geschäftsführer. Nach der Eingenmeindung von Deuz 1969 in die Großgemeinde Netphen erhielt das Unternehmen den Namen Irle Deuz GmbH. Das Deuzer Werk bekam den Firmennamen Walzen Irle Deuz GmbH. Auf dem Gelände von Werk 2 wurden neue Hallen errichtet und neue Gussanlagen und Glühöfen eingebaut. Im Jahr 2008 kam eine große Walzenschleuder hinzu. 2017 wurde der bis dahin größte Kolben in der Firmengeschichte hergestellt.

## Industriebahn Walzen-Irle Deuz
Seit dem Abbau der Kleinbahn-Strecke Dreis-Tiefenbach-Deuz-Wertenbach am 29. Mai 2004 wird in Deuz im Walzenwerk Irle ein Inselbetrieb durchgeführt. Bei der Stilllegung blieb die Lok V33 der Siegener Kreisbahn im Walzenwerk. Sie übernahm den regelmäßigen Pendelverkehr zwischen den beiden Deuzer Werken. Irle kaufte 200 Meter Bahnhofsgleis samt Nebengleis in Deuz, um eine Möglichkeit zum Umsetzen zu bekommen. Im Jahr 2006 wurde eine V60 1175 von OnRail aufgearbeitet, von Irle erworben und am 20. Oktober gegen die V33 ausgetauscht. Für den Werkverkehr sind acht Güterwagen vorhanden um die Walzenrohlinge aus Gießerei (Werk II, Gleislänge 320 Meter) zur Bearbeitung zum Werk I (Gleislänge 500 Meter) zu transportieren. Auf dem Rückweg werden anfallende Späne zur Gießerei gefahren und Fertigwaren zum Versandgleis geliefert.